# Среден Девън (община)
Община „Среден Девън“ (на английски: Mid Devon) е една от десетте административни единици в област (графство) Девън, регион Югозападна Англия.
Населението на общината към 2008 година е 76 700 жители разпределени в множество селища на площ от 912.94 квадратни километра. Главен град на общината е Тивъртън.

## География
Община „Среден Девън“ е разположена в средната североизточна част на област Девън по границата с графство Съмърсет.
Градове на територията на общината:
| град      | на английски | население |
| --------- | ------------ | --------- |
| Тивъртън  | Tiverton     | 16 772    |
| Кълъмптън | Cullompton   | 7609      |
| Кредитън  | Crediton     | 6837      |

## Демография
Разпределение на населението по религиозна принадлежност към 2001 година:
| религия          | на английски        | брой жители |
| ---------------- | ------------------- | ----------- |
| Християни        | Christian           | 52 610      |
| Будисти          | Buddhist            | 133         |
| Хиндуисти        | Hindu               | 29          |
| Евреи            | Jewish              | 48          |
| Мюсюлмани        | Muslim              | 50          |
| Сикхи            | Sikh                | 3           |
| Други            | Other               | 260         |
| Атеисти          | No religion         | 11 150      |
| Запазена в тайна | Religion not stated | 5491        |